# Trapelus ruderatus
Trapelus ruderatus là một loài thằn lằn trong họ Agamidae. Loài này được Olivier mô tả khoa học đầu tiên năm 1804.